# Jarantów
Jarantów – wieś w Polsce położona w województwie wielkopolskim, w powiecie kaliskim, w gminie Blizanów.
W latach 1975–1998 miejscowość administracyjnie należała do województwa kaliskiego.
W dniach 27–31 sierpnia 2008 na miejscowym hipodromie odbyły się V Mistrzostwa Świata w Powożeniu Zaprzęgami Jednokonnymi.
Na północny wschód od wsi znajduje się Grodzisko w Jarantowie (X/XI wiek).